# Confrontos entre Avaí e Criciúma no futebol
Avaí versus Criciúma é um clássico de futebol catarinense, que envolve as equipes do Avaí Futebol Clube e do Criciúma Esporte Clube. Este é reconhecidamente um dos grandes clássicos de Santa Catarina.
Neste artigo não estão computados os jogos do confronto entre Avaí e Comerciário Esporte Clube, que no dia 17 de março de 1978 deu lugar no cenário esportivo catarinense ao recém fundado Criciúma Esporte Clube.
Obs: Estes dados contabilizam 4 vitórias oficiais do time principal do Criciúma contra o time "B" do Avaí, na Copa Santa Catarina dos anos de 2009 e 2010.

## História
Em toda a história do confronto entre Avaí e Criciúma, aconteceram 182 jogos, com 57 vitórias do Leão da Ilha, 46 empates e 79 vitórias da equipe do Sul Catarinense. O Avaí fez 206 gols e o Tigre 242. Dão é o maior artilheiro do Avaí no confronto com 8 gols marcados, já pelo lado do Criciúma Jorge Veras anotou 9 gols.
Das cinco maiores goleadas, quatro pertencem ao Avaí: 4x0 para o time avaiano em 1983, 1984, 1988 e 2009. Uma pertence ao Criciúma, 4x0 em 1995.

## Confrontos em competições nacionais

### Campeonato Brasileiro
Série B
| Data                    | Estádio         | Casa     | Visitante | Placar | Gols (casa)                                              | Gols (visitante)              |
| ----------------------- | --------------- | -------- | --------- | ------ | -------------------------------------------------------- | ----------------------------- |
| 24 de fevereiro de 1986 | Heriberto Hülse | Criciúma | Avaí      | 1–0    |                                                          |                               |
| 15 de outubro de 1989   | Heriberto Hülse | Criciúma | Avaí      | 2–0    |                                                          |                               |
| 10 de outubro de 1989   | Ressacada       | Avaí     | Criciúma  | 1–3    |                                                          |                               |
| 18 de outubro de 1999   | Ressacada       | Avaí     | Criciúma  | 3–1    |                                                          |                               |
| 13 de agosto de 2000    | Ressacada       | Avaí     | Criciúma  | 2–0    |                                                          |                               |
| 16 de novembro de 2001  | Ressacada       | Avaí     | Criciúma  | 3–1    |                                                          |                               |
| 11 de agosto de 2001    | Heriberto Hülse | Criciúma | Avaí      | 0–1    |                                                          |                               |
| 4 de outubro de 2002    | Heriberto Hülse | Criciúma | Avaí      | 2–0    |                                                          |                               |
| 30 de maio de 2005      | Ressacada       | Avaí     | Criciúma  | 3–0    | Fábio Oliveira 45' (pen), Leo Mineiro 61', Chiquinho 71' |                               |
| 9 de junho de 2007      | Heriberto Hülse | Criciúma | Avaí      | 2–1    | Cláudio Luiz 63', Kelson 77'                             | Vandinho 24'                  |
| 7 de setembro de 2007   | Ressacada       | Avaí     | Criciúma  | 1–0    | Muriqui 25'                                              |                               |
| 12 de julho de 2008     | Heriberto Hülse | Criciúma | Avaí      | 1–1    | Wescley 86'                                              | Vandinho 70'                  |
| 10 de outubro de 2008   | Ressacada       | Avaí     | Criciúma  | 3–0    | Evando 6', William 29', Arlindo Maracanã 56'             |                               |
| 21 de agosto de 2012    | Heriberto Hülse | Criciúma | Avaí      | 2–0    | Zé Carlos 75', Zé Carlos 83'                             |                               |
| 24 de novembro de 2012  | Ressacada       | Avaí     | Criciúma  | 1–1    | Julinho 37'                                              | Douglas 89'                   |
| 31 de maio de 2016      | Heriberto Hülse | Criciúma | Avaí      | 1–0    | Gustavo 77'                                              |                               |
| 10 de setembro de 2016  | Ressacada       | Avaí     | Criciúma  | 3–0    | Lucas Coelho 17', Lucas Coelho 25', Rômulo 68'           |                               |
| 01 de junho 2018        | Ressacada       | Avaí     | Criciúma  | 0–1    |                                                          | Zé Carlos 76'                 |
| 15 de setembro 2018     | Heriberto Hülse | Criciúma | Avaí      | 3–2    | S.Silva 26', Elvis 33', Andrew Lucas 83'                 | Rômulo 48', Daniel Amorim 54' |
| 28 de abril 2023        | Heriberto Hülse | Criciúma | Avaí      | 1–0    | Felipe Vizeu 31'                                         |                               |
| 05 de agosto de 2023    | Ressacada       | Avaí     | Criciúma  | 1–0    | Walisson 43'                                             |                               |